# Hanfsuppe
Die Hanfsuppe ist ein schlesisches Gericht, das an Heiligabend zubereitet wird. Für die Zubereitung werden die Samen von Nutzhanf benutzt. 
Die Hanfsuppe wird traditionell als erstes Gericht an Heiligabend serviert. Als Vorbereitung kocht man Hanfkörner mehrmals in Wasser und sammelt die entstandene Brühe, bis keine milchige Flüssigkeit mehr gewonnen werden kann. Anschließend bindet man die Brühe mit Hirsemehl und würzt die Suppe mit Salz, Pfeffer und Zucker. Zusätzlich kann der Suppe auch Milch oder Sahne hinzugegeben werden.